# Zhuang Hong-yi
Zhuang Hong-yi (22 mei 1962) is een Chinees beeldend kunstenaar. Hij studeerde aan het Sichuan College of Fine Arts in Chongqing. In 1992 vestigde hij zich in Nederland en studeerde aan te Academie Minerva in Groningen. Hij werkt en woont afwisselend in China en Nederland.
In Nederland was zijn werk onder andere te zien in de Kunsthal Rotterdam (1999) en in het Groninger Museum (2001 en 2007).
Kenmerkend voor het werk van Zhuang Hong-yi is het gebruik van bloemmotieven.